# Vila Amazonas (Manaus)
Jardim Amazônia é um loteamento da região centro-sul de Manaus. Pertencente ao bairro de Nossa Senhora das Graças.